# Тринково (Ямбольська область)
Три́нково (болг. Трънково) — село в Ямбольській області Болгарії. Входить до складу общини Єлхово.

## Населення
За даними перепису населення 2011 року у селі проживали 163 особи.
Національний склад населення села:
| Національність   | Кількість осіб | Відсоток |
| ---------------- | -------------- | -------- |
| болгари          | 124            | 94,7%    |
| цигани           | 4              | 3,1%     |
| турки            | 0              | 0%       |
| інша             | 3              | 2,3%     |
| не визначились   | 0              | 0%       |
| Всього відповіли | 131            |          |

Розподіл населення за віком у 2011 році:
Динаміка населення: